# Martin Durkin (Regisseur)
Martin Richard Durkin (* 23. Januar 1962) ist ein britischer Fernsehproduzent und -regisseur, der vor allem für seine Dokumentarfilme für den britischen Fernsehsender Channel 4 bekannt ist. Er war Regisseur und Produzent von Kunst-, Wissenschafts-, Geschichts- und Unterhaltungssendungen, Fernsehfilmen und Sozialdokumentationen. U.a. ist er Produzent der Polemik The Great Global Warming Swindle, in der der menschengemachte Klimawandel geleugnet wird, und des Pro-Brexit-Films Brexit: The Movie.
Durkin produzierte wiederholt Filme, die Umweltschutz ablehnend gegenüber standen. Bereits im 1997 erschienenen Against Nature verglich er Umweltschützer mit Nazis und behauptete, dass Umweltschutz eine westliche Verschwörung gegen Entwicklungsländer sei. Beteiligt bei dieser Doku waren auch mehrere frühere Mitglieder der Revolutionary Communist Party, die Anfang der 1990er Jahre ihre kommunistische Ideen ablegte und stattdessen nun extrem libertäre und umweltschutzfeindliche Weltanschauungen vertrat. Durkin bestritt, selbst Mitglied dieses politischen Netzwerks zu sein, reproduzierte in Against Nature aber dessen umweltschutzfeindlichen Thesen in detaillierter Form. Die britische TV-Regulierungsorganisation Independent Television Commission befand Channel 4 für schuldig, dass Durkin in Against Nature interviewte Personen in die Irre geführt und ihre Ansichten falsch dargestellt zu haben.
Auch in The Great Global Warming Swindle kamen Wissenschaftler wieder zum Ergebnis, dass Durkin „Forschungsergebnisse falsch interpretierte, Kommentare von Interviewpartnern bearbeitete und Grafiken manipulierte, um ein scheinbar überzeugendes Argument dafür zu liefern, dass der Mensch nicht wirklich zum Klimawandel beiträgt.“ Der Film sei ein „bizarres Gebräu mit vielen […] Falschbehauptungen, täuschenden Grafiken und gefälschten Daten“. Unter anderem sei im Film behauptet worden, dass Vulkane mehr des Treibhausgases Kohlenstoffdioxid ausstießen als der Mensch, obwohl tatsächlich die menschlichen Kohlendioxidemissionen etwa 100 mal größer seien als die vulkanischen. Kritik wurde nicht zuletzt an den gezeigten Grafiken geäußert. So seien beispielsweise bei einer Grafik zur Erderwärmung nicht nur die letzten 20 Jahre abgeschnitten worden, also die Jahre, die die größte Erwärmung zeigten, sondern auch die Zeitachse in der Grafik umbenannt worden, um eben diese Manipulation zu verschleiern.

## Filme
- 1997: Against Nature
- 1998: Equinox
- 2000: The Rise and Fall of GM
- 2005: Dr Tatiana's Sex Advice to all Creation
- 2007: The Great Global Warming Swindle
- 2010: Britain's Trillion Pound Horror Story
- 2013: Margaret: Death of a Revolutionary
- 2016: Brexit: The Movie
- 2022: Firepower to the People
- 2024: Climate: The Movie (The Cold Truth)